# Norweski Instytut Badań Wody

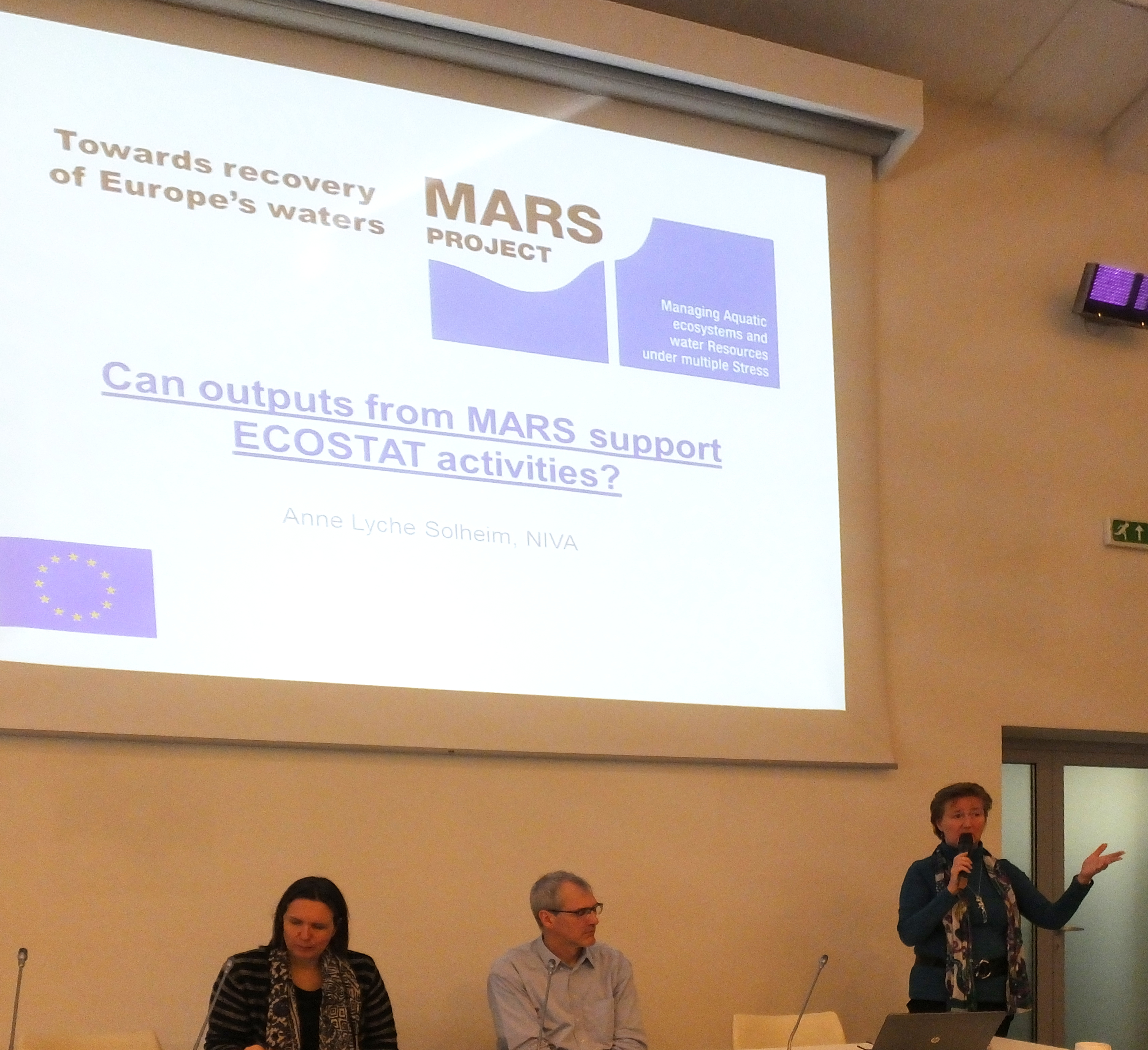
Anne Lyche Solheim prezentująca wyniki jednego z międzynarodowych projektów, w których brała udział NIVA

Norweski Instytut Badań Wody (norw. Norsk institutt for vannforskning, NIVA) – instytut badawczy w Norwegii prowadzący badania w zakresie wód śródlądowych i morskich. 

## Struktura
Instytut powołano w 1958. Nie podlega bezpośrednio Ministerstwu Klimatu i Środowiska, ale minister wyznacza troje członków jego zarządu, w tym przewodniczącego. Pozostałych dwoje członków wyznacza Norweska Rada ds. Badań, a troje spośród siebie wybiera kadra instytutu. Wchodzi w skład sieci naukowej Forskningssenter for miljø og samfunn (CIENS).
Siedziba instytutu mieści się w parku technologicznym Forskningsparken w Oslo. Znajdują się tu m.in. laboratoria hydrobiologiczne i hydrochemiczne. Instytut ma stację badawczą Solbergstrand w mieście Drøbak nad Oslofjorden. Regionalne oddziały mieszczą się w Bergen, Grimstad oraz w Ottestad koło Hamar. Ponadto instytut ma swój oddział w Kopenhadze.
W 2018 przewodniczącą zarządu była Linda Aaram.
Z instytutem związane są następujące jednostki zależne o charakterze badawczo-komercyjnym: Akvaplan-niva AS z siedzibą w Tromsø, NIVA-tech AS, której podlega z kolei spółka BallastTech-NIVA z ośrodkiem testowania na stacji Solbergstrand, NIVA Chile SA oraz NIVA China AS.

## Badania
NIVA prowadzi badania w następujących obszarach: ekologia wód słodkich, ekotoksykologia, akwakultura, biogeochemia zlewni, biogeochemia morza, oceanografia, biologia morza, fykologia, chemia środowiskowa, zanieczyszczenie środowiska, zasoby wodne dla ludności oraz akredytowana analityka, analiza danych środowiskowych czy infrastruktura badawcza. Założona w 1964 przez Olava i Randi Skulbergów kolekcja okazów glonów stała się krajową kolekcją referencyjną. Obejmuje ona ok. 900 taksonów, a niektóre szczepy są unikatowe dla tej kolekcji. Na stacji Solbergstrand prowadzone są badania hydrobiologiczne obejmujące zarówno ekologię wód słodkich, jak i oceanologię. Badania te dotyczą również akwakultury. Ponadto prowadzone tam są badania osadów oraz elementów hydrologicznych (falowanie, pływy) czy fizykochemicznych (eutrofizacja, zakwaszanie wód przez dwutlenek węgla i in.). NIVA prowadzi system FerryBox, czyli system pomiarów parametrów fizyczno-chemicznych wód prowadzonych wzdłuż linii żeglugowych. Dane środowiskowe pozyskiwane przez instytut są udostępniane na portalu AquaMonitor, a część jest przekazywana Norweskiej Agencji Środowiska. 
Badania i projekty wdrożeniowe prowadzone przez instytut nie ograniczają się do Norwegii i okolic. Międzynarodowe projekty stanowią około 20%. Wśród nich było m.in. opracowanie informatycznego systemu informacji o zlewni Małej Wisły wraz z Instytutem Ekologii Terenów Uprzemysłowionych i Instytutem Ochrony Środowiska  w latach 2013–2016 czy systemu mapowania zanieczyszczeń Zbiornika Sulejowskiego wraz z Politechniką Łódzką. Mimo że Norwegia nie jest członkiem Unii Europejskiej, obowiązuje w niej ramowa dyrektywa wodna, w związku z czym eksperci instytutu biorą udział w unijnych grupach zajmujących się interkalibracją wskaźników stanu ekologicznego wód.